# Beau Vallon

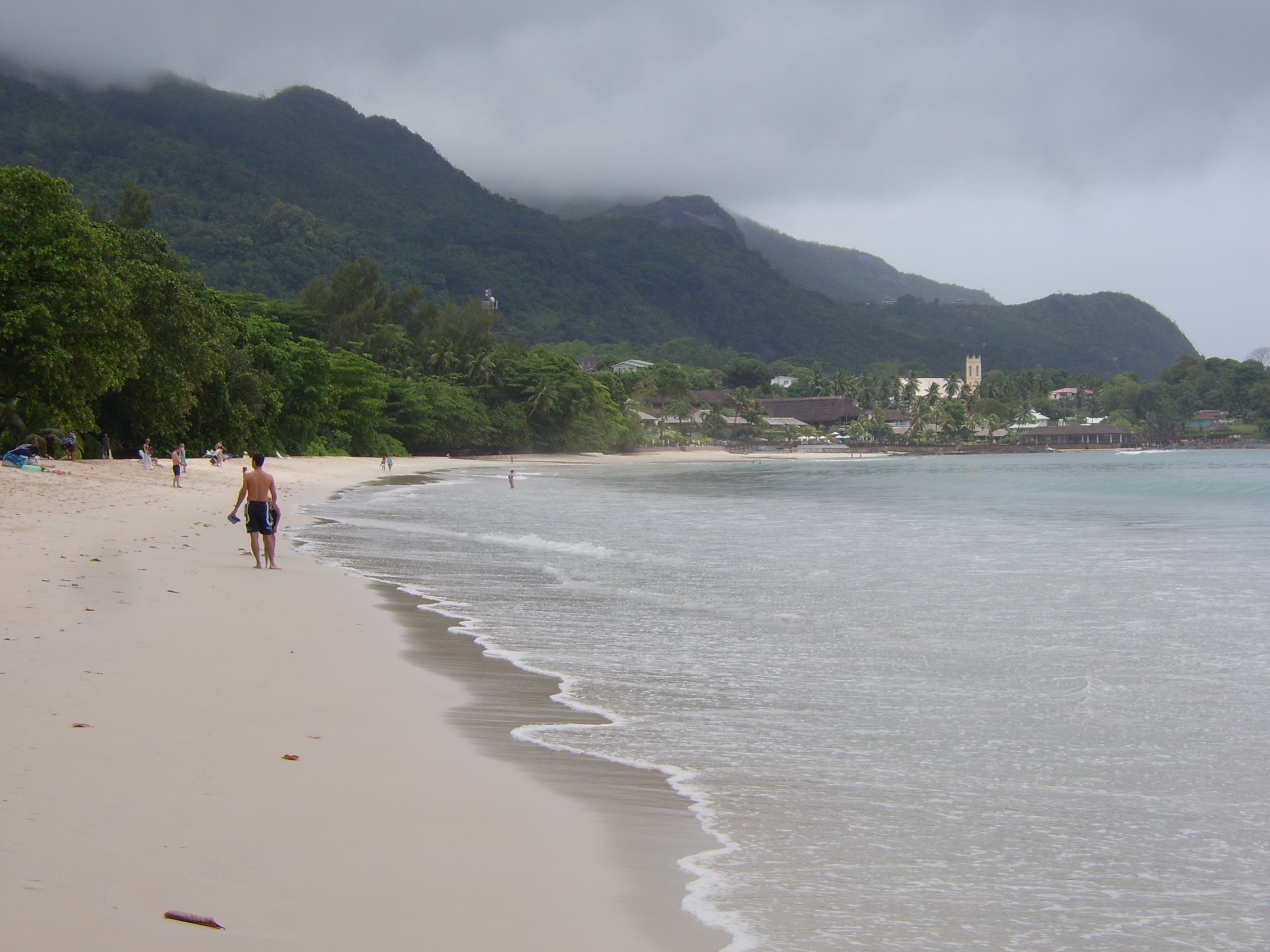
Blick entlang der Beau Vallon Bay nach Westen, Im Hintergrund die Kirche Saint Roch in Bel Ombre

Beau Vallon ist einer der 25 Verwaltungsbezirke der Seychellen. Mit nur 3,7 Quadratkilometern und etwa 4049 Einwohnern ist er einer der dicht besiedelten Bezirke auf der Insel Mahé. Der Bezirk ist nach der Beau Vallon Bay (dt.: Bucht des schönen Tälchens) benannt, dem längsten Strand der Seychellen. Hier begann ab Mitte der 1970er-Jahre die Entwicklung des Badetourismus mit dem „Hotel des Seychelles“. Beau Vallon ist heute mit seinen drei großen Strandhotels, zahlreichen Pensionen und Restaurants sowie einem großen Wassersportangebot das touristische Zentrum der Seychellen. Hier befindet sich die größte Spielbank des Landes.